# Microhyla mymensinghensis
Microhyla mymensinghensis ist ein Froschlurch aus der Gattung Microhyla in der Unterfamilie Echte Engmaulfrösche (Microhylinae) der Familie Engmaulfrösche (Microhylinidae). Er wurde erst 2014 beschrieben und ist in den bangladeschischen Divisionen Maimansingh und Sylhet sowie in einer Reihe nordindischer Bundesstaaten verbreitet.

## Beschreibung
Microhyla mymensinghensis ist ein kleiner Frosch mit einem schlanken und etwas langgestreckten Körper und einer Kopf-Rumpf-Länge von 14,2 bis 17,6 Millimeter bei männlichen und 15,2 bis 21,3 Millimeter bei weiblichen Fröschen. Die Grundfarbe schwankt von braun bis gelblich, die Seiten sind heller grau und die Bauchseite von cremeweißer Farbe, mit braun gesprenkelter Brust. Für die Art ist eine dunkelbraune X-förmige Zeichnung auf dem Rücken und eine schwarze Zeichnung in Form eines Halbmonds über dem Anus charakteristisch. Kopflänge und Kopfbreite stehen zueinander im Verhältnis von etwa sieben zu sechs. Die Nasenlöcher befinden sich näher an der Schnauzenspitze als an den Augen. Die Zunge ist schmal und elliptisch, das Trommelfell nicht sichtbar. Der Augenabstand ist größer als der Abstand der Nasenlöcher und die Breite der Augenlider. Die Finger sind schlank und ohne verbreiterte Spitzen, zwischen ihnen befinden sich deutlich sichtbare Ansätze von Schwimmhäuten. Die Fingerformel ist 1 < 4 < 2 < 3 und die Zehenformel 1 < 5 < 2 < 3 < 4. Der Quotient aus Länge der Tibia und Kopf-Rumpf-Länge ist 0,57. Die Hinterbeine sind lang und kräftig, sie haben etwa das 1,6-fache der Kopf-Rumpf-Länge.
Microhyla mymensinghensis ähnelt stark den Arten Microhyla fissipes und Microhyla mukhlesuri. Im Vergleich mit diesen Arten nimmt sie bezüglich der Kopf-Rumpf-Länge die letzte Position ein, beim Quotienten aus Länge der Tibia und Kopf-Rumpf-Länge die erste sowie beim Quotienten aus Länge der Hinterbeine und Kopf-Rumpf-Länge die letzte Position ein. Während Microhyla mukhlesuri etwas größer ist und über dem Anus eine kopfstehend U-förmige Markierung aufweist, hat M. mymensinghensis dort eine halbmondförmige Markierung. Von Microhyla heymonsi unterscheidet sie sich durch die geringere Größe von 14,2 bis 21,3 Millimeter gegenüber 22 bis 26 Millimeter Kopf-Rumpf-Länge und die bei M. heymonsi fehlende X-förmige Rückenzeichnung. Microhyla ornata fehlt der Sporn am äußeren Metatarsus.

## Verbreitung
Der Typenfundort ist der Campus der Bangladesh Agricultural University (24° 44′ 50″ N, 90° 24′ 24″ O) in Mymensingh. Er befindet sich im Maimansingh in der gleichnamigen Division, im äußersten Norden von Bangladesch, auf einer Höhe von etwa achtzehn Meter über dem Meeresspiegel.
Das Verbreitungsgebiet umfasst in Bangladesch die Distrikte Maimansingh, Netrokona in der Division Maimansingh sowie Sunamganj und Sylhet in der Division Sylhet. In Indien ist die Art über mehrere Bundesstaaten im Norden verbreitet, Assam, Manipur, Meghalaya, Nagaland, Tripura und Westbengalen. Die nordindischen Populationen von Microhyla mymensinghensis waren früher als Microhyla ornata identifiziert worden und sind mancherorts die häufigste Froschart.

## Lebensweise
Microhyla mymensinghensis ist nachtaktiv und lebt auf feuchten und schattigen Waldböden und auf feuchten Wiesen mit lockerem Boden, oft im Schatten großer Bäume. Sie ernährt sich von kleinen Insekten. Die Brutsaison liegt wahrscheinlich in den Monaten Juni und Juli. Am Typenfundort lebt die Art sympatrisch mit Microhyla berdmorei.
Die Paarungsrufe der Männchen sind pulsierende Aneinanderreihungen von Lauten über einen Zeitraum von 450.2 bis 477.1 Millisekunden, wobei 19 bis 22 einzelne Laute mit einer Rate von etwa 43 Lauten pro Sekunde rasch aufeinander folgen. Die mittlere dominierende Frequenz liegt bei 3,6 Kilohertz. Im Vergleich zu Microhyla fissipes, Microhyla ornata und Microhyla nilphamariensis hat M. mymensinghensis deutlich längere Rufe, gegenüber M. fissipes auch mit einer deutlich niedrigeren Zahl von Lauten pro Sekunde.

## Gefährdung und Schutz
Die Weltnaturschutzunion IUCN hat Microhyla mymensinghensis im Jahr 2015 in ihre Rote Liste der Fauna von Bangladesch aufgenommen, aber wegen des großen Verbreitungsgebiets und der mutmaßlich großen Zahl von Individuen als ungefährdet bezeichnet (Kategorie LC - Least Concern). Zum Zeitpunkt der Aufnahme in die Rote Liste wurde Microhyla mymensinghensis noch als möglicher Endemit Bangladeschs gesehen, die tatsächliche Größe des Verbreitungsgebiets wurde erst später bekannt.

## Systematik
Microhyla mymensinghensis ist eine von mehr als vierzig Arten der Gattung Microhyla, die über weite Teile Asiens von den Ryūkyū-Inseln im Norden über China bis Indien und Sri Lanka im Südwesten und Indonesien im Südosten verbreitet sind. Innerhalb der Gattung ist Microhyla chakrapanii von den Andamanen die nächstverwandte Art. Microhyla und sechs weitere Gattungen bilden die Unterfamilie der Eigentlichen Engmaulfrösche (Microhylinae), die wiederum mit etwa zwölf weiteren Unterfamilien der Familie Engmaulfrösche (Microhylidae) angehört. Zu den Engmaulfröschen gehören mehr als 650 Arten.
Erstbeschreibung
Im 25. Band der Encyclopedia of Flora and Fauna of Bangladesh wurden 2009 für die Gattung Microhyla nur die drei Arten Microhyla ornata, Microhyla berdmorei und Microhyla rubra angegeben. Die 2012 veröffentlichte molekulargenetische Untersuchung von Froschlurchen Bangladeschs durch eine Gruppe von Biologen um den Herpetologen Mahmudul Hasan von der Universität Hiroshima führte zu der Erkenntnis, dass neben diesen drei Arten drei kryptische Arten existieren, von denen zwei in die Verwandtschaft der südostasiatischen Arten um Microhyla fissipes, Microhyla heymonsi und Microhyla okinavensis gehören. Eine Klade aus den nach der Herkunft der untersuchten Individuen provisorisch Microhyla cf. ornata (Mymensingh, Bangladesh) oder Mymensingh haplogroup und Microhyla cf. ornata (Sylhet, Bangladesh) oder Sylhet haplogroup genannten Gruppen wurde als Schwestertaxon der Klade aus Microhyla fissipes und Microhyla mukhlesuris erkannt. Sie unterscheidet sich auch morphologisch von diesen und allen anderen Arten der Gattung. Ihre Erstbeschreibung als Microhyla mymensinghensis erfolgte 2014 durch fünf Mitglieder der Gruppe, darunter Hasan.
Der Holotyp ist ein im Juni 2012 am Typenfundort gefangenes adultes Weibchen von 21,3 Millimeter Kopf-Rumpf-Länge, das sich mit drei männlichen und drei weiblichen Paratypen vom selben Fundort und aus Golapganj im Distrikt Sylhet in der Sammlung des Institute for Amphibian Biology der Universität Hiroshima befindet. Der Artname mymensinghensis bezieht sich auf die Stadt Maimansingh als Typenfundort.